# ديف بار (لاعب كرة قدم أمريكية)
ديف بار (بالإنجليزية: Dave Barr)‏ هو لاعب كرة قدم أمريكية أمريكي، ولد في 9 مايو 1972 في أوكلاند في الولايات المتحدة.

## وصلات خارجية
- ديف بار على موقع مرجع كرة القدم المحترفة.كوم (الإنجليزية)